# Wolfgang R. Krabbe
Wolfgang Rüdiger Krabbe (* 2. August 1942 in Billerbeck, Kreis Coesfeld; † 27. Juli 2022 in Münster) war ein deutscher Historiker.

## Leben
Wolfgang R. Krabbe studierte Geschichte, Germanistik und Philosophie an der Universität Münster. 1968 legte er das Erste Philologische Staatsexamen ab, 1972 erfolgte die Promotion in Münster über die deutsche Lebensreformbewegung und 1982 an der Technischen Universität Dortmund die Habilitation über die Entfaltung der kommunalen Leistungsverwaltung im 19. und frühen 20. Jahrhundert. Ab 1982 lehrte er als Privatdozent, ab 1987 als außerplanmäßiger Professor an der TU Dortmund, ab 1990 an der Fernuniversität in Hagen. Im Jahre 2002 wurde Krabbe in den Ruhestand versetzt. Er war Mitglied des Kuratoriums für Vergleichende Städtegeschichte in Münster.

## Forschung
Krabbes Forschungsschwerpunkte waren die Lebensreformbewegung, die neuere Stadt- und Urbanisierungsgeschichte sowie die Geschichte der politischen Jugend im 20. Jahrhundert. Aus diesen Forschungen entstanden 13 Bücher und 60 Aufsätze.

## Schriften (Auswahl)
- Gesellschaftsveränderung durch Lebensreform. Strukturmerkmale einer sozialreformerischen Bewegung im Deutschland der Industrialisierungsperiode. Vandenhoeck & Ruprecht, Göttingen 1974.
- Kommunalpolitik und Industrialisierung. Die Entfaltung der städtischen Leistungsverwaltung im 19. und frühen 20. Jahrhundert. Kohlhammer, Stuttgart u. a. 1985, ISBN 978-3-17-008898-6.
- Die deutsche Stadt im 19. und 20. Jahrhundert. Vandenhoeck&Ruprecht, Göttingen 1989, ISBN 978-3-525-33555-0.
- Die gescheiterte Zukunft der Ersten Republik. Jugendorganisationen bürgerlicher Parteien im Weimarer Staat (1918-1933). Westdeutscher Verlag, Opladen 1995, ISBN 978-3-531-12707-1 (eingeschränkte Vorschau in der Google-Buchsuche).
- „Was für ein Deutschland soll das zukünftige Deutschland sein?“ Die Jugend und die Frage der Wiedervereinigung (1945-1972). LIT, Münster 1998, ISBN 978-3-8258-3717-4.
- Parteijugend in Deutschland. Junge Union, Jungsozialisten und Jungdemokraten 1945-1980. Westdeutscher Verlag, Wiesbaden 2002, ISBN 978-3-531-13842-8.
- Kritische Anhänger - Unbequeme Störer. Studien zur Politisierung deutscher Jugendlicher im 20. Jahrhundert. Berliner Wissenschaft-Verlag, Berlin 2010, ISBN 978-3-8305-2546-2.